# 日東航空おやしお号墜落事故
日東航空おやしお号墜落事故（にっとうこうくうおやしおごうついらくじこ）は、1964年（昭和39年）2月18日に発生した航空事故である。

## 事故の概要
大阪空港から徳島へ向けて乗員3名、乗客7名の合計10名を乗せた日東航空のグラマン マラード水陸両用旅客機おやしお号が、滑走路を離陸した後、滑走路先の空港排水路の堤防に機体の下部を当て、そのまま右側へ旋回をしながら、午前8時22分に大阪空港の滑走路から約1kmほど南の兵庫県尼崎市田能にある水田に墜落した。
墜落と同時にエンジン部分から出火し、この事故の報を受けた、伊丹・豊中・尼崎の各警察署と消防署は直ちに署員200名、パトカー・消防車20台余りを現地へ急行、すぐさま怪我人の収容と火災の消火に努めたが、火の回りが早く、機体の前半分は完全に燃え落ちた後に消火された。そしてこの事故によりスチュワーデスの麻畠美代子と乗客1名の計2名が死亡、乗客7名が負傷した。
事故後の機体を調査したところ、機体左側プロペラは3枚とも曲がっているのに対して、機体右側プロペラは曲がってるのは1枚だけで残り2枚は全く曲がっていなかった。以上の事から、同機は離陸時に何らかの原因で機体右側エンジンが止まり、それにより推力が不足して墜落したものと推測された。

## その他
この事故で殉職した麻畠はミス京都やミス・ワールド・ジャパン準優勝の経歴を持ち、一人取り残されていた乗客を救出しようとして犠牲になった。この行動を称え、六甲山の山上にみよし観音が建立されている。
日東航空は当時、前年のつばめ号墜落事故もあって経営難に陥っていた。そのため事故後の同年4月1日には同じくローカル航空会社であった富士航空、北日本航空と合併し日本国内航空になることが決定していたが、本事故はその矢先に発生したものである。